# Declan Costello
David Declan Costello (irisch Deaglún Mac Coisdealbha, * 1. August 1926 in Ballsbridge, Dublin, Irland; † 6. Juni 2011 in Dublin) war ein irischer Politiker der Fine Gael, Richter und Attorney General of Ireland von 1973 bis 1977.

## Privates
Declan Costello wurde als zweiter Sohn des Politikers und früheren Taoiseach John A. Costello und seiner Frau Ida Mary O’Malley in Dublin geboren. Er war mit Joan Fitzsimons verheiratet. Seine Tochter Caroline Costello ist ebenfalls Richterin. Costello litt sein Leben lang unter den Folgen einer Tuberkuloseerkrankung in den 1940er Jahren, wodurch er auch eine Niere einbüßte.

## Biographie
Costello studierte Rechts- und Wirtschaftswissenschaften am University College Dublin und wurde 1948 zum Rechtsanwalt zugelassen. 
1951 wurde er für die Fine Gael im Wahlkreis Dublin North-West zum Teachta Dála im Dáil Éireann gewählt. Diesen Sitz konnte er bis 1973 halten. 1973 trat er wegen eines Umzugs im Wahlkreis Dublin South-West an und wurde letztmals in den Dáil Éireann gewählt. Von 1951 bis 1956 war er jüngster Abgeordneter des Unterhauses (Baby of the Dáil).
In seiner Zeit als Abgeordneter entwickelte er ab 1963 ein neues politisches Konzept, das die einst konservative Fine Gael nach links verschieben würde. Sein (recht langes) Konzept Towards a Just Society wurde 1965 zum Wahlprogramm der Fine Gael. Es wurde insbesondere durch Garret FitzGerald und Leo Varadkar später wieder aufgegriffen. 
Am 15. März 1973 wurde Costello vom Taoiseach Liam Cosgrave zum Attorney General ernannt. In seine Amtszeit fallen die Etablierung des Director of Public Prosecutions, einer Einrichtung ähnlich einer Staatsanwaltschaft, und der Law Reform Commission.
1977 zeigte sich, dass er seine politische Unterstützung in seinem Wahlkreis zu verlieren drohte. Er kündigte sodann seinen Rückzug als Abgeordneter an und seinen Rücktritt als Attorney General zum 19. Mai 1977. 
Am 1. Juni 1977 wurde er zum Richter am High Court  und zum 1. August 1995 zum Präsidenten des High Court ernannt. Aus Altersgründen schied er am 12. Oktober 1998 aus.